# Tiffany Roberts
Tiffany Roberts (5 de maio de 1977) é uma ex-futebolista estadunidense.